# داروی سرماخوردگی
داروهای سرماخوردگی داروهایی هستند که توسط افراد مبتلا به سرماخوردگی، سرفه یا بیماری‌های مرتبط استفاده می‌شوند. با این حال، هیچ سند محکمی مبنی بر اینکه داروهای سرفه، باعث کاهش سرفه می‌شوند، وجود ندارد.

## انواع
تعدادی داروی مختلف سرفه و سرماخوردگی وجود دارد که ممکن است برای علائم مختلف سرفه استفاده شود. محصولات موجود در بازار ممکن است شامل ترکیبات مختلفی از یک یا چند نوع ماده زیر باشد:
- موکوکینتیک یا موکولیتیک، دسته ای از داروها است که به پاکسازی مخاط از مجاری تنفسی، ریه‌ها، برونش‌ها و نای کمک می‌کند. به عنوان مثال می‌توان به کاربوسیستئین، آمبروکسول و برم‌هگزین اشاره کرد.
- اکسپکتورانت‌ها موادی هستند که ادعا می‌شود با افزایش مخاط و بلغم سرفه را آسان‌تر می‌کنند. دو مانند استیل‌سیستئین و گایافنزین.
- ضد سرفه‌ها موادی هستند که مانع سرفه می‌شوند. به عنوان مثال می‌توان به کدئین، فولکودین، دکسترومتورفان، نوسکاپین و بوتامیرات اشاره کرد.
- آنتی هیستامین‌ها، برای حساسیت آلرژیک ممکن است آرام بخشی خفیف ایجاد کند و سایر علائم مرتبط مانند آبریزش بینی و آبریزش چشم را کاهش دهد. به عنوان مثال می‌توان به دیفن‌هیدرامین، کلرفنیرامین، بروم‌فنیرامین، لوراتادین و ستیریزین اشاره کرد.
- ضد احتقان‌ها ممکن است احتقان بینی را در عفونت‌های سینوسی بهبود بخشند. به عنوان مثال می‌توان از افدرین، فنیل‌افرین، سودوافدرین و اوکسی متازولین نام برد.
- تب‌بر یا داروی ضد درد. مانند پاراستامول (استامینوفن) و داروهای ضدالتهاب غیراستروئیدی مانند ایبوپروفن یا ناپروکسن.
- همچنین از مواد دیگری نیز برای نرم کردن سرفه استفاده می‌شود، مانند عسل یا شربت مکمل.

## اثربخشی
اثر داروی سرفه، به ویژه در کودکان، جای سؤال دارد. در یک بررسی کاکرین در سال ۲۰۱۴ نتیجه‌گیری شد که «هیچ شواهد خوبی در رد یا تأیید اثربخشی داروهای OTC در سرفه حاد وجود ندارد». برخی از داروهای سرفه ممکن است برای سرفه‌های حاد در بزرگسالان، از جمله سرفه‌های مربوط به عفونت‌های دستگاه تنفسی فوقانی، بیشتر از پلاسیبو مؤثر نباشند. کالج پزشکان قفسه سینه آمریکا تأکید می‌کند که داروهای سرفه برای درمان سیاه‌سرفه، سرفه ای که توسط باکتری ایجاد می‌شود و می‌تواند ماه‌ها ادامه داشته باشد، طراحی نشده‌اند. تا به حال اثر هیچ دارویی بدون نسخه‌ای در درمان سرفه ناشی از سینه‌پهلو ثابت نشده‌است. این موارد برای کسانی که بیماری مزمن انسدادی ریه، برونشیت مزمن یا سرماخوردگی دارند توصیه نمی‌شود. شواهد کافی برای توصیه به کسانی که سرفه ناشی از سرطان دارند، وجود ندارد.

### داروها
- دکسترومتورفان ممکن است در کاهش سرفه در بزرگسالان مبتلا به عفونتهای تنفسی فوقانی ویروسی نسبتاً مؤثر باشد. با این حال، اثربخشی آن در کودکان اثبات نشده‌است.[۹]
- درگذشته کدئین سرکوب کننده مؤثر سرفه در نظر گرفته می‌شد، اما اکنون این وضعیت زیر سؤال رفته‌است. برخی از آزمایش‌های کنترل شده پلاسیبو داده‌اند که این دارو برای برخی از انواع سرفه، از جمله سرفه حاد در کودکان، بی اثر است.[۱۰] بنابراین برای کودکان توصیه نمی‌شود.[۱۱][۱۲] علاوه بر این، هیچ مدرکی در مورد مفید بودن هیدروکدون در کودکان وجود ندارد.[۱۳] به همین ترتیب، یک دستورالعمل در سال ۲۰۱۲ در هلند استفاده از آن را برای درمان سرفه حاد توصیه نمی‌کند.[۱۴]
- اثربخشی تعداد دیگری از داروهای‌های سرفه موجود در بازار در عفونت‌های ویروسی تنفسی فوقانی ثابت نشده‌است. این داروها برای بزرگسالان عبارتند از: آنتی هیستامین‌ها، ترکیب آنتی هیستامین-ضد احتقان، benzonatate، ترکیب ضد آسم-خلط-mucolytic، ترکیب خلط-برونکودیلاتور، مهار کننده‌های لکوترین، ambroxol و گایافنزین، گاهی با مسکن‌ها، ضد تب، ضد التهاب، آنتی کولینرژیک‌ها و برای کودکان: آنتی هیستامین‌ها، ضد احتقان‌ها برای پاکسازی بینی، یا ترکیبی از اینها و مهار کننده‌های لکوترین برای آلرژی و آسم. [عدم مطابقت با منبع] از داروهای آنتی هیستامین نمی‌توان به عنوان یک درمان تجربی برای سرفه‌های مزمن، به ویژه در کودکان بسیار کوچک استفاده کرد.[۱۵] مصرف طولانی مدت دیفن هیدرامین در افراد مسن با نتایج منفی همراه است.[۱۶]

### درمان‌های جایگزین
عسل می‌تواند به عنوان یک دارو با اثربخشی حداقل برای درمان سرفه استفاده شود. استفاده از عسل برای درمان سرفه در موارد مختلفی باعث بوتولیسم در نوزادان شده‌است و بنابراین نباید در کودکان کمتر از یک سال استفاده شود.
در یک بررسی در سال ۲۰۰۷ عنوان شده‌است که، "درمانهای جایگزین (مانند مخروط‌سانان، ویتامین ث و روی) برای درمان علائم سرماخوردگی توصیه نمی‌شوند؛ اما ویتامین ث ممکن است از شدت و سرماخوردگی بکاهد و از بروز بیماری در افرادی که تحت فشارهای جسمی و محیطی قرار دارند، بکاهد. " همچنین در یک بررسی در سال ۲۰۱۴ شواهد کافی برای اثربخشی گیاه اکیناسه یافت نشد.
یک بررسی در سال ۲۰۰۹ اثربخشی روی برای درمان سرفه را نشان داد، و یک پژوهش بنیاد همیاری کاکرین در سال ۲۰۱۱ نتیجه گرفت که روی مدت و شدت سرماخوردگی را در افراد سالم کاهش می‌دهد.".

## تاریخچه
هروئین در ابتدا به عنوان ضد سرفه در سال ۱۸۹۸ به بازار عرضه شد. در آن زمان اعتقاد بر این بود که هرویین جایگزینی غیر اعتیاد آور برای سایر شربت‌های سرفه حاوی مواد افیونی است. این ادعا به سرعت رد شد زیرا هروئین به راحتی در بدن به مورفین تجزیه می‌شود. مورفین اعتیاد آور است